# Lydia Wahlström

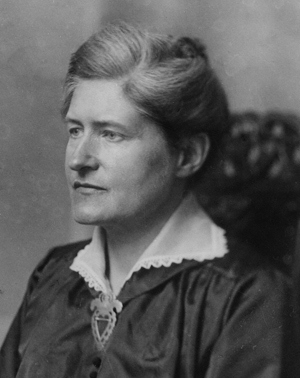
Lydia Wahlström

Lydia Katarina Wahlström (* 28. Juni 1869 in Lundby, Västmanland (heute Teil der Gemeinde Västerås); † 2. Juni 1954 in Stockholm) war eine schwedische Historikerin, Autorin und Feministin. Sie war eine der Gründerinnen der Landsföreningen för kvinnans politiska rösträtt (LKPR), der nationalen schwedischen Gesellschaft für das Frauenwahlrecht, und von 1907 bis 1911 deren Vorsitzende.

## Leben
Wahlström wurde als um 11 Jahre jüngste von vier Töchtern des Pfarrers Johan Gustaf Wahlström und Ida Schmidt geboren. Ihre ältere Schwester war ihre erste Lehrerin. Als Kind hatte sie das Gefühl, dass ihr Vater unbedingt einen Sohn haben wollte, und bemühte sich deshalb, sich wie ein Junge zu verhalten.
Sie studierte an der Wallinska skolan in Stockholm, wurde 1888 an der Universität Uppsala angenommen, erwarb drei Jahre später einen Bachelor of Arts in Geschichte, nordischen Sprachen und Politikwissenschaft. 1898 promovierte sie – als zweite Schwedin überhaupt – in Geschichte mit einer Dissertation über Schwedens Beziehungen zu Dänemark 1788–1789. Als Studentin gründete sie die erste Organisation für Studentinnen an der Universität Uppsala (Upsala Kvinliga Studäntförening), deren Mitglieder in der Öffentlichkeit Studentenmützen trugen, obwohl dies als unpassend für ihr Geschlecht angesehen wurde.
Wahlström wollte wie ihr Vater Pastorin werden, doch das war für sie als Frau nicht möglich, obwohl sie versuchte, dies zu ändern. Sie unterrichtete neben ihrer Promotion Religion in Uppsala. Im Frühjahr 1899 zog sie nach England, wo sie ein Jahr lang mit ihrer Freundin Elisabeth af Jochnick eine Mädchenschule leitete. Nach ihrer Rückkehr aus England wurde sie Rektorin der Åhlinska skolan in Stockholm. Zu ihren dortigen Schülerinnen gehörte auch Karin Boye, mit der sie freundschaftlich verbunden blieb.
Zusammen mit Signe Bergman, Anna Whitlock und Ann-Margret Holmgren war sie am 4. Juni 1902 Mitbegründerin des lokalen Stockholmer Föreningen för Kvinnans Politiska Rösträtt (FKPR) (Verein für Frauenwahlrecht), der ein Jahr später zur Landsföreningen för Kvinnans Politiska Rösträtt (LKPR), der nationalen Gesellschaft für das Frauenwahlrecht wurde. Anlass war, dass im Jahr 1902 dem schwedischen Parlament zwei Anträge zur Reform des Frauenwahlrechts vorgelegt wurden. Der eine stammte von Justizminister Hjalmar Hammarskjöld, der vorschlug, verheirateten Männern zwei Stimmen zu geben, damit sie auch für ihre Ehefrauen wählen könnten. Der andere Antrag wurde von Carl Lindhagen eingebracht, der das Frauenwahlrecht vorschlug. Der Vorschlag Hammarskjölds erregte den Zorn der Frauenrechtlerinnen, die daraufhin eine Unterstützergruppe für den Lindhagen-Antrag bildeten.
Sie gehörte zu den führenden Rednern, Ideologen und Schriftstellern und vertrat die LKPR bei mehreren Gelegenheiten auch international. Ihre akademischen Titel verliehen der Bewegung wissenschaftliche Glaubwürdigkeit, und 1907–1911 war sie Vorsitzende. Sie war eines der wenigen Mitglieder, die sich offen zu einer politisch konservativen Haltung bekannten. Die LKPR wurde sowohl von Frauen mit linken als auch mit rechten politischen Sympathien unterstützt. In der Praxis wurde die politische Neutralität mit der Resolution vom 20. Juni 1911 aufgegeben, als die LKPR beschloss, einen Wählerboykott gegen alle Politiker zu organisieren, die sich gegen das Frauenwahlrecht aussprachen, und diejenigen zu unterstützen, die dafür waren. In Wirklichkeit bedeutete dies, dass die Organisation nicht mehr politisch neutral war, da die Hauptgegner des Frauenwahlrechts die Konservativen waren, während die Liberalen und die Sozialdemokraten das Frauenwahlrecht befürworteten, sobald das volle Wahlrecht für Männer eingeführt worden war, was 1909 der Fall war. Wahlström, als Konservative, verließ daher ihre Position als Vorsitzende und wurde durch ihre Vorgängerin, die eher unpolitische Anna Whitlock, ersetzt. Wahlström engagierte sich auch die folgenden Jahrzehnte für den Kampf der Frauen um gleichen Lohn für gleiche Arbeit und das Recht auf höhere Regierungsämter. Von Ende der 1910er Jahre bis zu ihrem Tod setzte sie sich zudem für die Forderung nach dem Recht der Frauen auf das Pfarramt ein, was aber erst nach ihrem Tod 1958 Wirklichkeit wurde.
Wahlström war sehr aktiv in Vereinen, insbesondere in Frauenvereinen. Neben den bereits genannten wurde sie in ihrer Studienzeit Mitglied des Fredrika-Bremer-Förbundet. Im Jahr 1904 wurde sie Mitglied des Vorstands. Im Jahr 1901 wurde sie in die Sällskapet Nya Idun in Stockholm gewählt. Im Jahr 1906 beteiligte sie sich an der Gründung der Religionsvetenskapliga sällskapet i Stockholm (Religionswissenschaftliche Gesellschaft in Stockholm) und war mehrere Jahre lang Mitglied des Vorstands.
Wahlström war mehr als 60 Jahre lang als Schriftstellerin tätig. Ihren ersten Artikel veröffentlichte sie 1893 in der Zeitschrift Dagny. Im ersten Jahrzehnt des 20. Jahrhunderts etablierte sie sich als Schriftstellerin, unter anderem mit Biografien über die Heilige Birgitta und Erik Gustaf Geijer. Im gleichen Zeitraum schrieb sie historische Essays und zahlreiche Artikel, in denen sie das Frauenwahlrecht forderte. In den 1910er Jahren schrieb sie mehrere historische Werke, wobei Sverige och England under revolutionskrigens början (Schweden und England zu Beginn der Revolutionskriege) als ihr wichtigstes historisches Werk gilt. In den Jahren 1918–1924 veröffentlichte sie drei Romane mit autobiografischen Elementen: Daniel Malmbrink, Sin fars dotter (Die Tochter ihres Vaters) und Biskopen (Der Bischof). Das letzte dieser Bücher wurde schlecht rezensiert, so dass Wahlström das Genre des Romans verließ und in der Folge mehrere Bücher mit spirituellem Schwerpunkt schrieb. Im Jahr 1933 veröffentlichte sie ihr umfangreicheres Werk Den svenska kvinnorörelsen: en historisk översikt (Die schwedische Frauenbewegung: eine historische Übersicht). Ihr 25. und letztes Buch, die Autobiografie Trotsig och försagd (Trotzig und furchtsam), wurde 1949 veröffentlicht.
Wahlströms Privatleben war geprägt von immer wiederkehrenden engen Beziehungen zu verschiedenen Frauen, darunter die Literaturkritikerin Klara Johanson und die Theologin Anita Nathorst mit denen sie auch abschnittsweise eine Wohnung teilte. In den Jahren 1934–1935 unterzog sich Wahlström einer Analyse durch einen Psychoanalytiker. Dieser wies darauf hin, dass sie bisexuell sei, und im Frühjahr 1945 berichtete sie darüber in einem Aufsatz in der Zeitschrift Pastoralpsykologi.[sv17]
Wahlström erhielt mehrere Auszeichnungen: die königlichen Medaillen Litteris et Artibus (1924) und Illis quorum (1934) sowie die S:t Eriksmedaljen der Stadt Stockholm (1941). Im Jahr 1939 wurde sie zur Titularprofessorin ernannt.
Das Bistum Västerås verleiht jährlich den Lydia-Preis, der nach Wahlström und der biblischen Lydia benannt ist, an eine ordinierte Frau, die sich in der Jugendarbeit der Diözese besonders verdient gemacht hat.